# Відносини Бангладешу та Німеччини
Відносини Бангладешу та Німеччини — це двосторонні відносини між Бангладеш та Німеччиною. Німеччина має посольство в Дацці, а Бангладеш має посольство в Берліні.

## Історія
Після здобуття незалежності Бангладеш у 1971 році Східна Німеччина стала третьою країною у світі й першою країною в Європі, яка офіційно визнала Бангладеш у 1972 році. Після встановлення дипломатичних відносин двосторонні відносини між двома країнами почали неухильно зростати.

## Культура
Німецький та бенгальський народи мають столітню історію культурного обміну. Інтерес німців до культури Бенгалії бере свій початок з візитів до Німеччини бенгальського національного поета і лауреата Нобелівської премії з літератури Рабіндраната Тагора у 1920-1930-х роках. Багато бангладеських письменників, художників і філософів виявляють гострий та усвідомлений інтерес до німецької літератури, мистецтва, архітектури та філософії. Швидко зростають контакти між німецькими та бангладеськими митцями, насамперед у сфері образотворчого мистецтва, фотографії, кіно і театру, високо цінуються в обох країнах. 6 жовтня 2010 року Deutsche Welle офіційно запустила свої програми бенгальською мовою, використовуючи FM-частоти державної радіостанції Bangladesh Betar.
Культурна співпраця між обома країнами в основному здійснюється через Гете-Інститут, який працює над розвитком культурних зв'язків, спонсоруючи місцеві та німецькі культурні заходи. Це також одне з головних місць зустрічей для всіх, хто цікавиться Німеччиною. Для обміну досвідом у секції початкової освіти було запроваджено інноваційну програму під назвою «Школи: Партнери для майбутнього», яку запровадив Гете-Інститут, що дає можливість стажування вчителів початкових класів у Німеччині.

## Економічні відносини
Як економічна потуга, а також важливий член Європейського Союзу, Німеччина є надійним партнером Бангладеш у співпраці з метою розвитку.
У торгівлі з Німеччиною Бангладеш протягом багатьох років має значне позитивне сальдо. Німеччина є другим за величиною експортним ринком Бангладеш після США. У 2012 році двосторонній товарообіг склав близько 4,5 мільярдів євро. Німецько-бангладеська угода про сприяння та захист інвестицій діє з 1986 року, а двостороння угода про уникнення подвійного оподаткування — з 1993 року. На сьогодні прямі німецькі інвестиції в Бангладеш становлять майже 60 мільйонів євро. Бангладесько-німецька промислово-торговельна палата (BGCCI) діє як бізнес-платформа та посередник між обома країнами.

## Двосторонні візити
25 жовтня 2011 року прем'єр-міністр Бангладеш Шейх Хасіна зустрілася з канцлером Німеччини Ангелою Меркель у Німеччині, яка перебувала з чотириденним офіційним візитом для участі у Всесвітньому саміті з охорони здоров'я 2011 року, а також для проведення зустрічі між двома країнами. Колишній президент Федеративної Республіки Німеччина Крістіан Вульфф відвідав Бангладеш з 28 по 30 листопада 2011 року у супроводі членів німецького парламенту, державних секретарів Міністерства закордонних справ Німеччини та Міністерства економіки й технологій Німеччини, а також бізнес-делегації високого рівня.

## Рекомендована література
- Hasib, Nurul Islam (20 вересня 2015). France, Germany making history in Bangladesh with first embassy in the world built and operated jointly. bdnews24.com.

Шаблон:Міжнародні відносини Бангладеш